# Rolf Solli
Rolf Solli, född 11 februari 1953 i Brantevik, är en svensk professor i företagsekonomi och forskare med fokus på styrning och ledning i politiskt styrda organisationer.

## Biografi
Solli blev socionom 1977 vid Socialhögskolan i Göteborg. Han avlade 1987 ekonomie licentiatexamen och 1991 ekonomie doktorsexamen vid Handelshögskolan vid Göteborgs universitet. Under perioden 1991 till 2003 var han verksam vid Förvaltningshögskolan som lektor och som prefekt under perioden 1993–2000. Mellan åren 2003 och 2012 var han professor i företagsekonomi vid Gothenburg Research Institute (GRI) vid Handelshögskolan vid Göteborgs universitet. Vid GRI var han också föreståndare samt ansvarig för forskningsprogrammet Managing Big Cities. Sedan 2012 innehar han en professur vid Högskolan i Borås. Han har också kontinuerligt varit verksam vid Kommunforskning i Västsverige sedan det bildades 1989.
Sollis forskning handlar i huvudsak om styrning och ledning i politiskt styrda organisationer så som kommuner och landsting. Bland hans senare böcker finns Constructing leadership - Reflections on film heroes as leaders (2006, med Björn Rombach), Värdet av förtroende (2006) och Offentlig sektor och komplexitet (2009).
År 2000 tilldelades han av Föreningen Sveriges Kommunekonomer priset Årets Kommunalekonom för att han ”i sin forskning på ett unikt sätt lyckats belysa ekonomens vardag samt verktyg och relationer till verksamhetsansvariga och beslutsfattare”.
Sedan 2007 är Rolf Solli också generalkonsul (Honorär) för Republiken Nordmakedonien.